# Irządze
Irządze è un comune rurale polacco del distretto di Zawiercie, nel voivodato della Slesia.
Ricopre una superficie di 73,55 km² e nel 2007 contava 2 885 abitanti.